# Аграрне виробництво в Норвегії

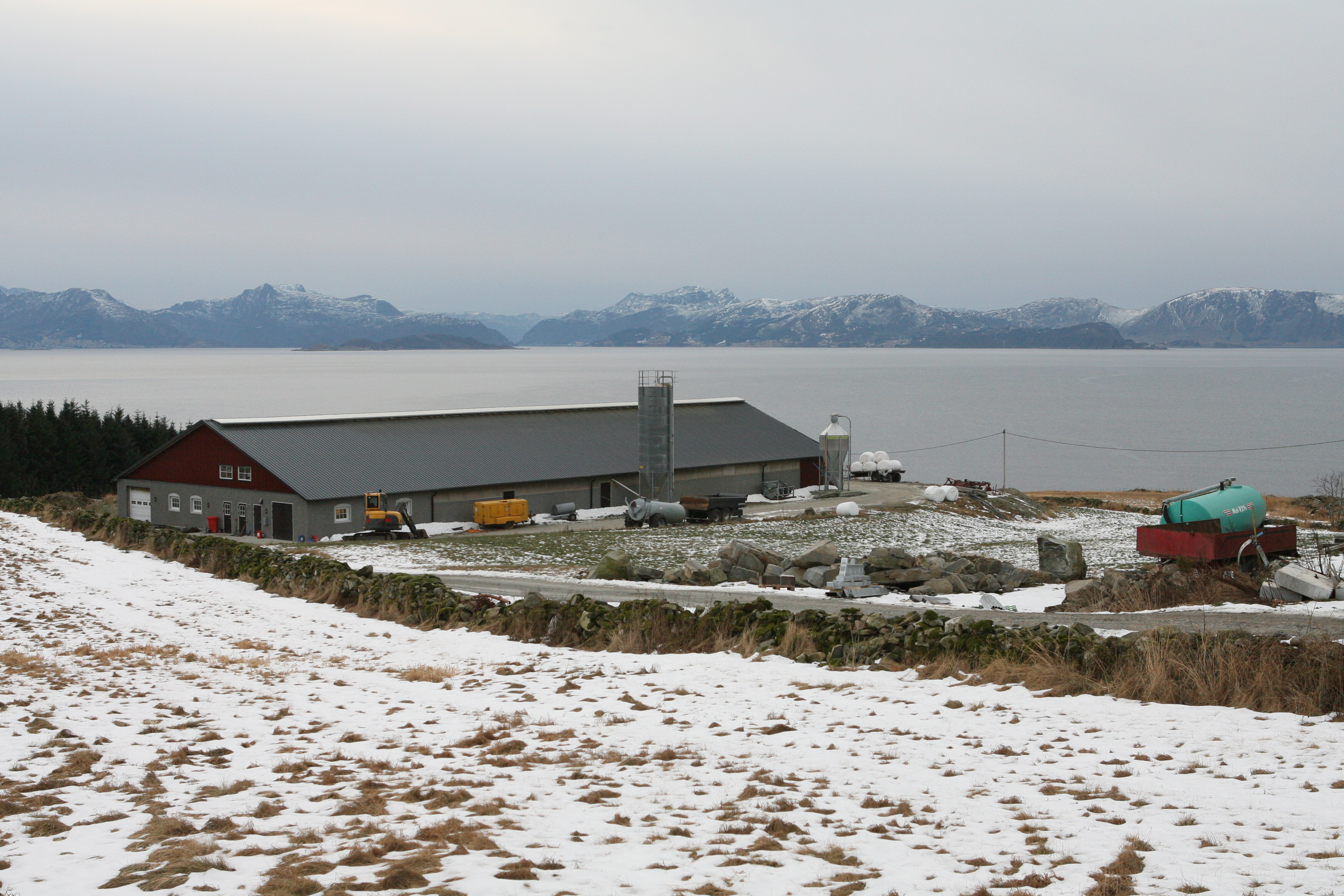
Сучасна норвезька молочна ферма.

## Риболовля

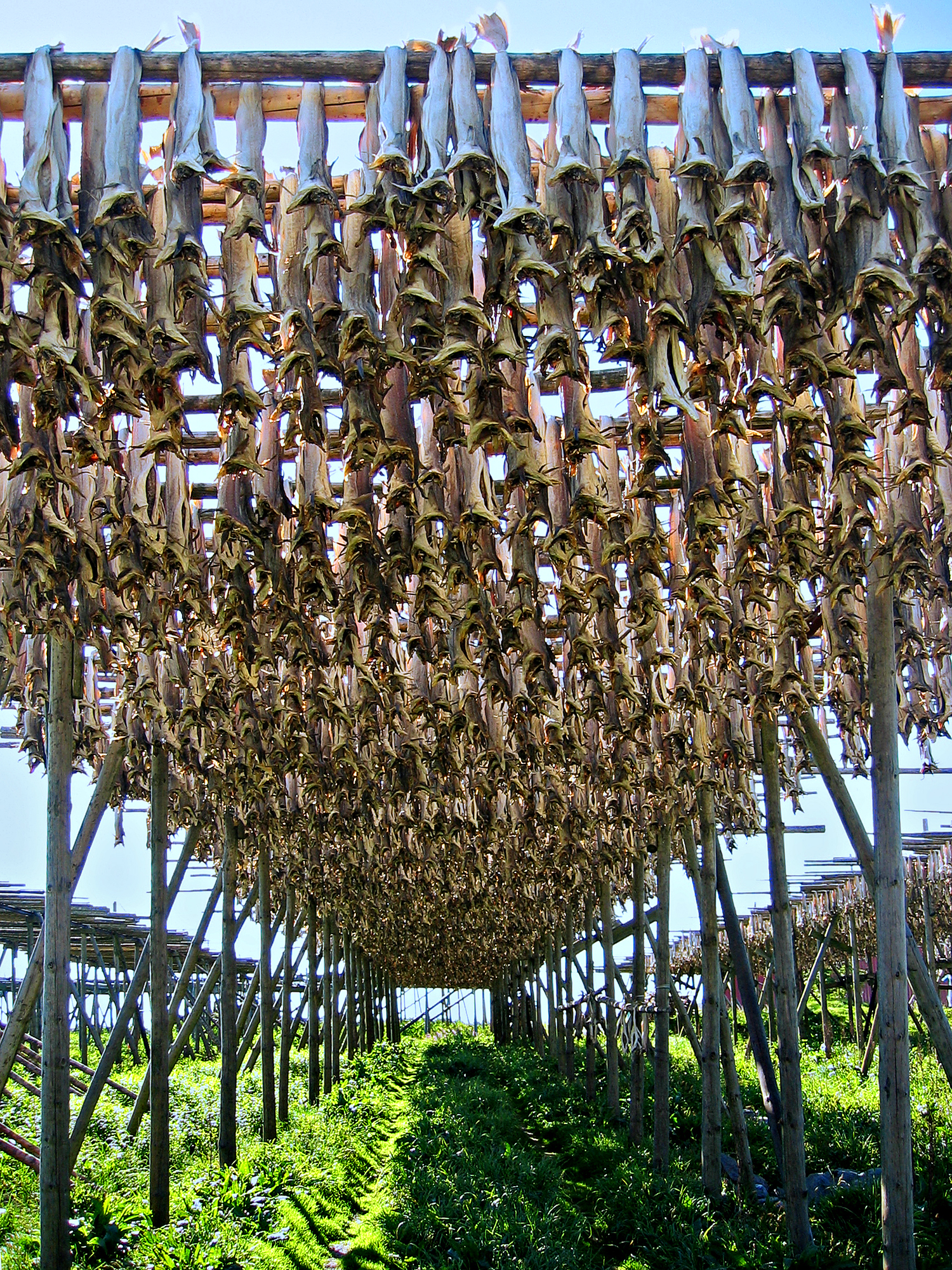
В'ялена риба є одним із найстаріших рибних продуктів Лофотена

Норвегія — один з найбільших експортерів риби і рибопродуктів на планеті. За давніх часів сільське господарство і рибальство були об'єднані в прибережних областях.
За окремими товарними позиціями країна складає від 5 до 30 % світового рибного ринку.Експортується 90 % всієї продукції рибальства.
У 30-і роки XX ст. китобійний флот Норвегії поставляв на ринок 2/3 всього світового промислу китів. Однак невмотивований їх вилов призвів до різкого скорочення поголів'я. У 60-ті роки XX ст. китобійний промисел було припинено, однак рибалки все ще виловлюють невеликих китів (250 одиниць щорічно).
Організаціями та установами для регулювання та моніторингу рибальства в Норвегії є: Міністерство рибальства, Союз рибалок Норвегії, Норвезька асоціація мисливців та рибалок (норв. Norges Jeger- og Fiskerforbund). та інші.
Для ловлі в глибоких водах і для морської риболовлі з берега ліцензії не потрібно, однак для риболовлі в річках і озерах необхідна ліцензія ((норв. «fiskekort») та слід дотримуватися законів та правил рибальства.
Біля узбережжя океану найпоширеніші види такої риби, як тріска (яку норвеги називають «скрей»), пікша, камбала, макрель, зубатка, люр, морський окунь, мольва, мень, палтус, лаврак, морська форель, хек, скумбрія та сайда. В озерах і річках часто зустрічаються лосось, форель, сьомга.
Виробничі потужності рибальства включають риболовецькі судна та рибаків. Численність норвезького рибопромислового флоту в кінці 2014 року становила 5934 судна та професіональних рибаків — 11 308 осіб. Основні трудові ресурси зосереджені в трьох північних губерніях (Фіннмарк, Тромс і Нурланн).
У 2015 році вилов тріски становив 417 500 т, на сумму 5,4 млрд норвезьких крон. Це складало 18 % від загального вилову і 33 % от загальної вартості вилову.
В аквакультурі по всій Норвегії на початку 2014 року було зареєстровано понад 2 тис. підприємств, зв'язаних товарним вирощуванням риби, її переробкою, пакуванням, зберіганням і т. д. Рибні ферми здебільшого вирощують атлантичного лосося (сьомга) і форель. За даними на початок 2014 року, вирощуванням риби займалась 201 компанія (153 — вирощували сьомгу і форель, 48 — інші риби). Ферми розташовані в основному у губерніях Нурланн та Хурдаланн.
У 2016 році Норвегія поряд з Ісландією є основним імпортером риби в Україну, їхня частка загальній вартості імпорту риби становить майже 50 %.

## Тваринництво
Ця галузь залишається провідною у сільському господарстві Норвегії. Найбільш розвинена галузь тваринництва — молочне скотарство, яке дає 35 % всіх доходів. В країні є близько 30 тис. спеціалізованих молочних господарств. Як і в Євросоюзі, в Норвегії діє система молочних квот. Їх величина залежить від площі ферми (0,4 га сільгоспугідь у розрахунку на одну корову чи іншу голову худоби, що міститься на фермі). Квота не тільки регулює обсяги виробництва молока, а й сприяє охороні навколишнього середовища, запобігаючи її забрудненню гноєм і сечовиною.
Приблизно 50 % великої рогатої худоби становлять молочні корови, надої яких сягають 1,8 млн т молока. Загальне поголів'я у країні сягає 1,3 млн голів. Традиційною галуззю є м'ясо-вовняне вівчарство (2,4 млн голів овець), розвинуте переважно на заході та північному заході країни. На фермах також розводять свиней (780 тис.), на півночі — оленів.
Співпраця фермерів і держави регулюються щорічно — укладаються Аграрні угоди, в яких партнерами уряду виступають Норвезький союз фермерів і дрібних землевласників (бл. 7 тис. членів) і Об'єднання дрібних хліборобів і найманих робітників (бл. 14 тис. членів). Ці організації підтримують тісні контакти з 16 загальнодержавними кооперативними організаціями переробної промисловості, куди також входять фермери — продуценти сировини. Як правило, фермери є членами кількох кооперативів.
Країна планує повністю заборонити хутряні ферми з лисицями і норками до 2025 року.

## Рослинництво

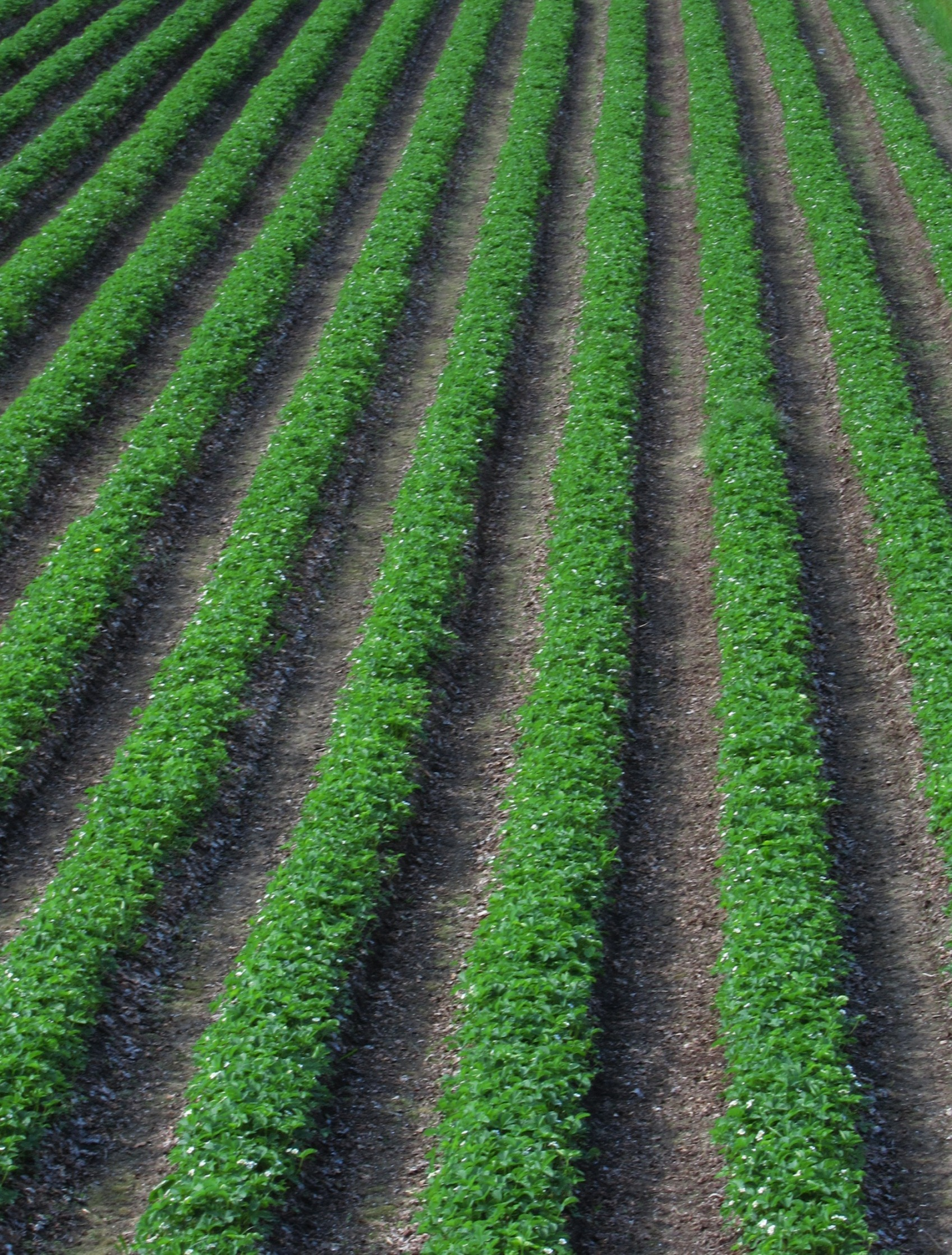
Полуничне поле Вальда

Сільськогосподарські угіддя в Норвегії займають 1025,5 тис. га. (близько 3 % землі обробляється), в тому числі рілля — 437 тис. га. На площі 204,5 га в теплицях вирощують овочі та квіти.
У країні вирощують здебільшого кормові культури. Під сіножаті і посіви кормових культур використовується 49 % сільськогосподарських земель, 38 % — під посіви злаків або бобових та 11 % — під пасовища.
Основними продовольчими культурами є ячмінь, овес, картопля та пшениця. Землеробство у Норвегії — малоприбуткова галузь господарства, яку дотує держава. Країна є імпортером споживчого продовольства. Однак багато фермерів виробляють сільськогосподарську продукцію лише для задоволення власних потреб.
Із 50-х років XX ст. припинили існування до 70 тис. ферм країни.
Виробництво пшениці (озимої і ярої) в 2016 році становило 308,8 тис.т, картоплі — 363,2 тис. т.
Частка сільського господарства у створенні валового внутрішнього продукту досягає 1,5 %.
Хоча в цілому зовнішньоторговельний баланс Норвегії активний, експортно-імпортна торгівля агропродукцією має негативне сальдо (понад 1,4 млрд дол.). В імпортній продукції найбільше місце займають овочі і фрукти, зерно, цукор, кава, чай, тютюнові вироби і спеції. Частка продовольчих товарів у всьому обсязі експорту країни не перевищує 1 % (в імпорті — 6 %).